# رينيه رومر
رينيه رومر هو أستاذ جامعي وسياسي هولندي، ولد في 2 يوليو 1929 في كوراساو في مملكة هولندا، وتوفي بنفس المكان في 25 فبراير 2003. انتخب حاكم جزر الأنتيل الهولندية ‏.